# Wittekindstein

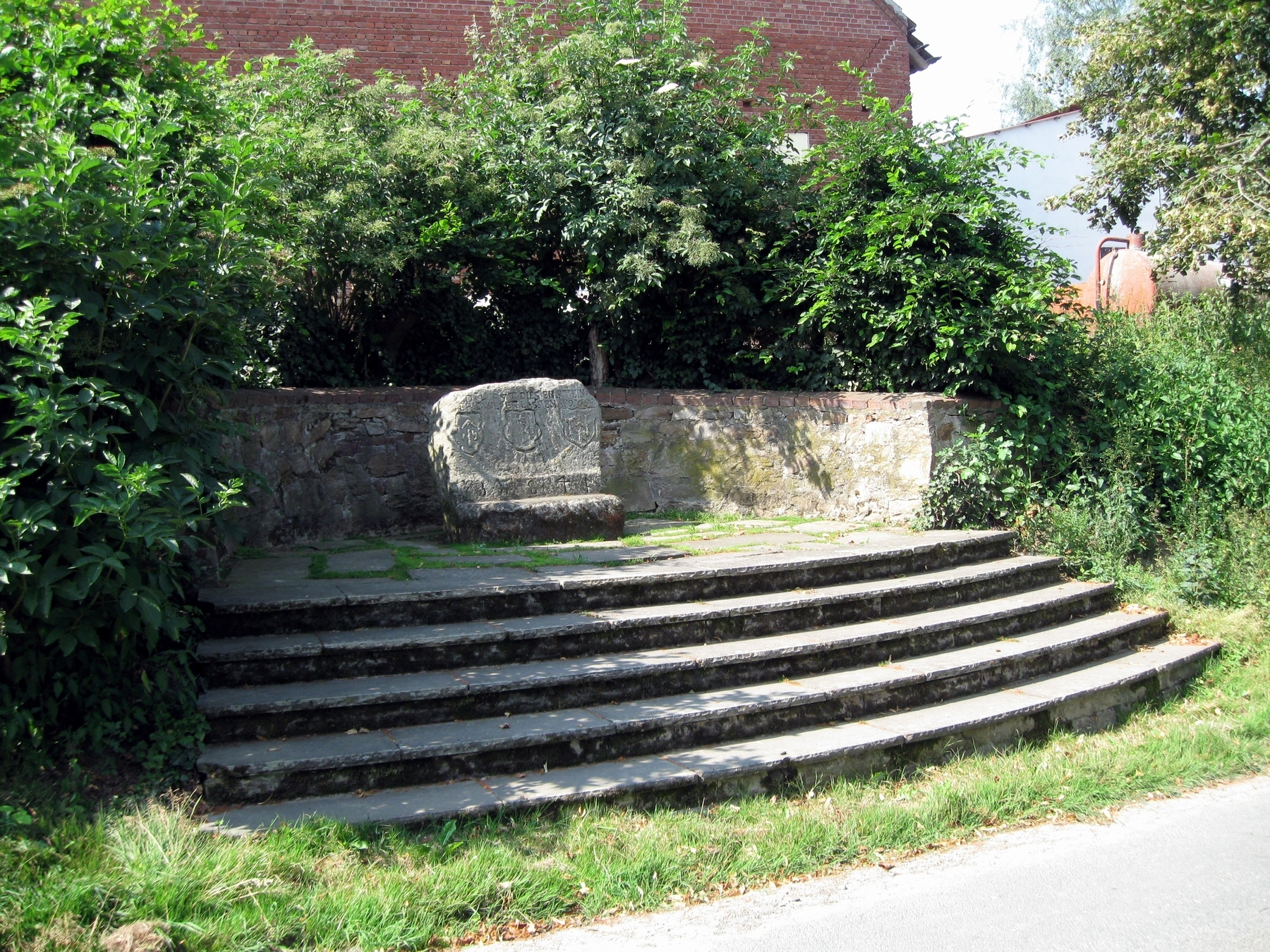
Der Wittekindstein in Exter

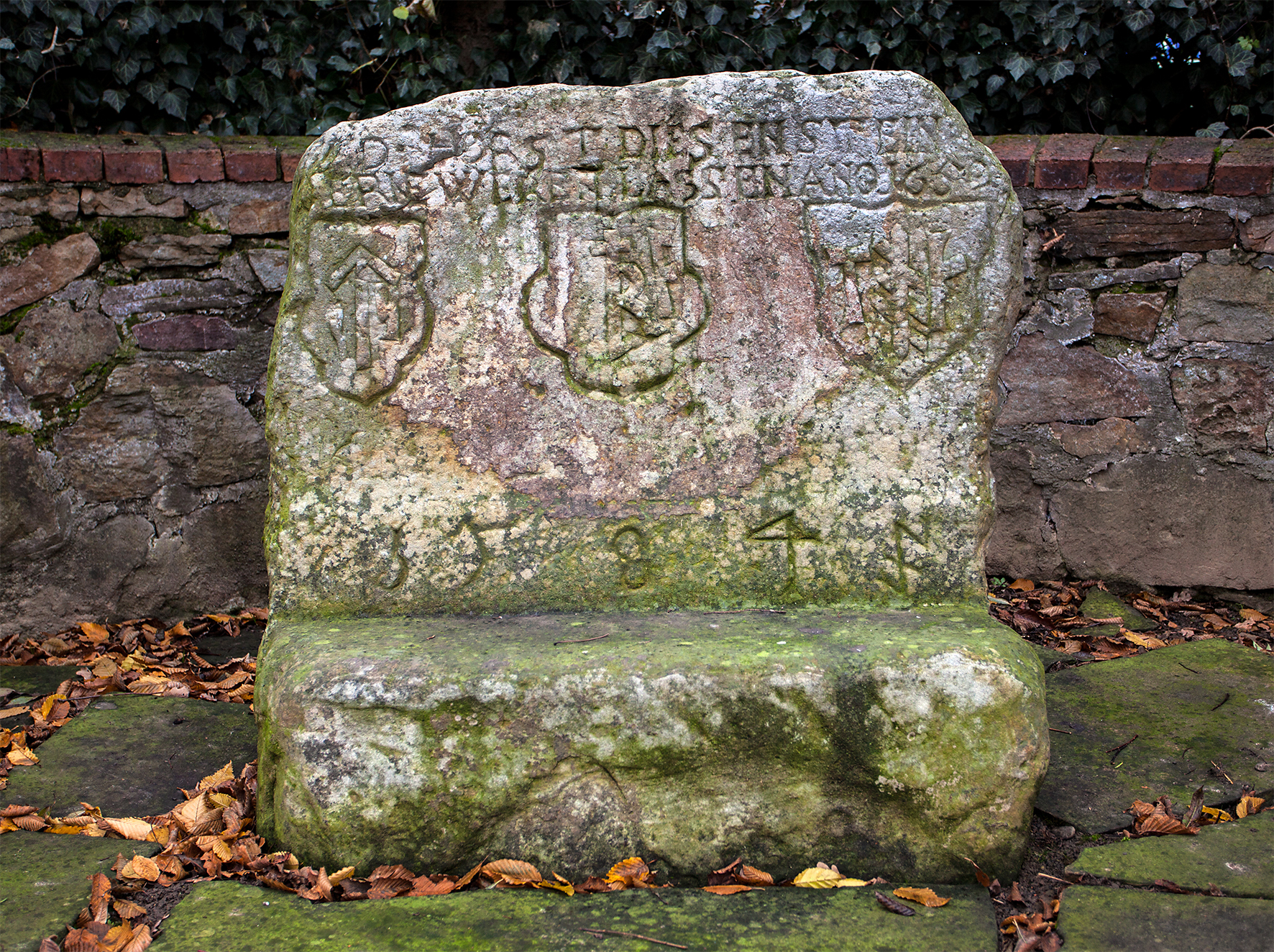
Der Wittekindstein

Der so genannte Wittekindstein befindet sich am nördlichen Rand der Wittekindstraße im Ortsteil Exter-Solterwisch der ostwestfälischen Stadt Vlotho im Kreis Herford in Nordrhein-Westfalen. Er ist nach Widukind („Wittekind“), dem Herzog der Sachsen, benannt. Seit 1985 steht der Stein unter Denkmalschutz.

## Beschreibung
Der Wittekindstein ist ein behauener Sandsteinblock, dessen Abmessungen heute etwa 1,25 m in der Höhe, 1,12 m in der Breite und 0,35 m in der Tiefe betragen. Die Form der Bearbeitung erinnert an eine Sitzbank mit Rückenlehne. Im oberen Bereich der „Rückenlehne“ befindet sich in Großbuchstaben die Inschrift „D . HORST DIES EN STEIN ERNEWEREN LASSEN ANO 1659“. Darunter sind drei siegelähnliche Zeichen mit Initialen sowie im unteren Bereich die Jahreszahl 1584 und ein Steinmetzzeichen eingemeißelt. Bei einer im Herbst 2012 vorgenommenen spektroskopischen Analyse ergab sich, dass das Objekt aus Lippischem Rhätquarzit besteht und  sehr wahrscheinlich erst Ende des 16. Jahrhunderts in der näheren Umgebung des heutigen Standortes gebrochen wurde.
Der Stein lag früher an einer wichtigen Hauptstraße (Hellweg), die von Herford nach Vlotho führte. Zwischenzeitlich war er an eine zwar andere, aber nahe Stelle versetzt worden. Im Jahr 1961 wurde der Stein an die ursprüngliche Stelle zurückgebracht und in eine plateauartige Anlage mit Treppenstufen integriert. Die Zurücksetzung wurde am 8. September mit einer Feierstunde vor Ort gewürdigt.

## Name
Als Wittekindstein wurde das Objekt öffentlich wahrscheinlich erstmals 1845 im Weserbuch von August Engel benannt. 1864 übernahm der Historiker Friedrich Vormbaum den Namen. Danach wird der Name des Steines von einer lokalen Sage abgeleitet, nach der sich  Sachsenherzog Widukind und Karl der Große nach kriegerischer Auseinandersetzung über dem Stein versöhnlich die Hände reichten. In einer anderen Sage wird erzählt, dass Widukind diesen Steinsessel habe zurichten lassen, um hier auszuruhen und die schöne Hügelgegend zu beschauen.
Die älteste bekannte Beschreibung des Steines stammt vom Historiker Leopold von Ledebur. Dieser berichtet bereits 1825 von einer Erzählung im Zusammenhang mit Widukind, allerdings wurde der Stein zu dieser Zeit noch nicht als „Wittekindstein“ bezeichnet.

## Deutung
Der Wittekindstein wird heute als Gerichtsstein aus dem Mittelalter gedeutet. Zwei der drei siegelartigen Zeichen des Steines konnten bisher als sogenannte Hausmarken einem Richter und einem Schöffen aus Herford zugeordnet werden, das dritte Siegel bislang noch nicht. Der in der Inschrift genannte »D. HORST« ist vermutlich der Vlothoer Drost Arnold von der Horst, der das damalige Freigericht verwaltete.